# Anthelidae
Famille
Les Anthelidae sont une famille de papillons originaires d'Australie et de Nouvelle-Guinée. On peut la rapprocher des Saturniidae et des Bombycidae.
Les chenilles sont poilues et souvent urticantes.
On en compte une centaine d'espèces dont 74 en Australie.

## Classification
On distingue deux sous-familles :
- Anthelinae avec 6 genres :
  - Anthela Walker, 1855
  - Chelepteryx Gray, 1835
  - Chenuala Swinhoe, 1892
  - Nataxa Walker, 1855
  - Omphaliodes Felder, 1874
  - Pterolocera Walker, 1855
- Munychryiinae avec 2 genres :
  - Gephyroneura Turner, 1920
  - Munychryia Walker, 1865